# 广东牡荆
广东牡荆（学名：Vitex sampsonii）为马鞭草科牡荆属下的一个种。

## 扩展阅读
- 維基物種上的相關：广东牡荆